# Cerreto Laziale
Cerreto Laziale település Olaszországban, Lazio régióban, Róma megyében. Lakosainak száma 1078 fő (2023. január 1.). Cerreto Laziale Ciciliano, Gerano, Pisoniano, Rocca Canterano, Sambuci és Saracinesco községekkel határos.

## Népesség
A település lakossága az elmúlt években az alábbi módon változott:
| Lakosok száma | 1120 | 1104 | 1078 |
|               | 2017 | 2018 | 2023 |